# 3841 Dicicco
3841 Dicicco (1983 VG7) là một tiểu hành tinh vành đai chính được phát hiện ngày 4 tháng 11 năm 1983 bởi Skiff, B. A. ở Flagstaff (AM).